# Felix List

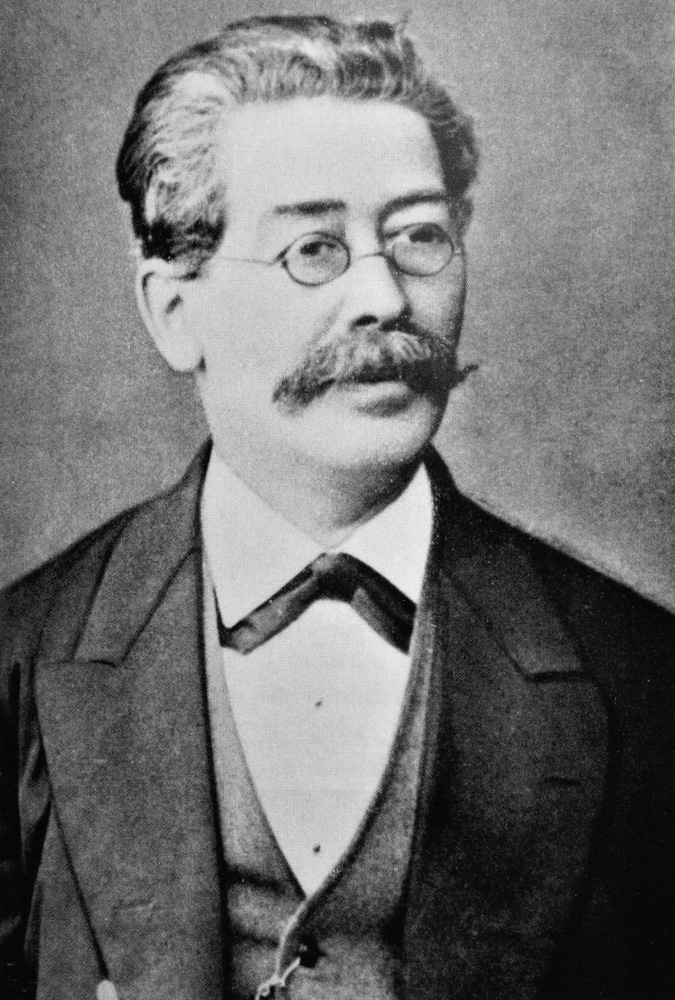
Felix List

Felix List (* 17. Januar 1824 in Berlin; † 6. Februar 1892 in Leipzig) war ein deutscher Buchhändler, Antiquar und vereidigter Gutachter.

## Leben
Felix List war ein Sohn des in Schwersenz bei Posen geborenen und seit 1814 in Berlin tätigen Buchhändlers und Verlegers
Joel Abraham List (1780–1848) und dessen Ehefrau Johanna, geborene Joël (1802–1875, Heirat 1821). Seine Lehrzeit absolvierte er im väterlichen Geschäft und war ab 1841 in Antiquariaten und Buchhandlungen in Berlin, Zürich und Paris tätig. Das Paris des späteren Kaisers Napoleon III. (1808–1873) war jahrelang geistig-kulturelles Zentrum des internationalen Antiquariatshandels und Französisch daher die Weltsprache des Antiquariats. Hier lernte er neben bedeutenden Gelehrten, Buchhändlern und Antiquaren auch seinen späteren Geschäftspartner Hermann Francke (1822–1898) kennen. Es entstand eine lebenslange enge Freundschaft.
Wieder in Deutschland, arbeitete er in Magdeburg, Berlin und Frankfurt am Main bei Isaac St. Goar, einem der bedeutenden deutschen Antiquare seiner Zeit, beispielhaft für das Wirken zahlreicher jüdischer Antiquare im deutschen Sprachraum. Bei einem Besuch 1854 in Leipzig traf er Hermann Francke wieder, der seit 1848 im Geschäft des Buchhändlers, Auktionators und Verlegers Theodor Oswald Weigel (1812–1881) im Haus Silberner Bär in der Universitätsstraße inzwischen die Auktionen und das entstehende Partieartikel-Geschäft  (Handel mit Restauflagen) leitete. Francke vermittelte List eine Anstellung bei Weigel, und dieser übernahm bis 1861 die Leitung der Weigelschen Antiquariatsabteilung.

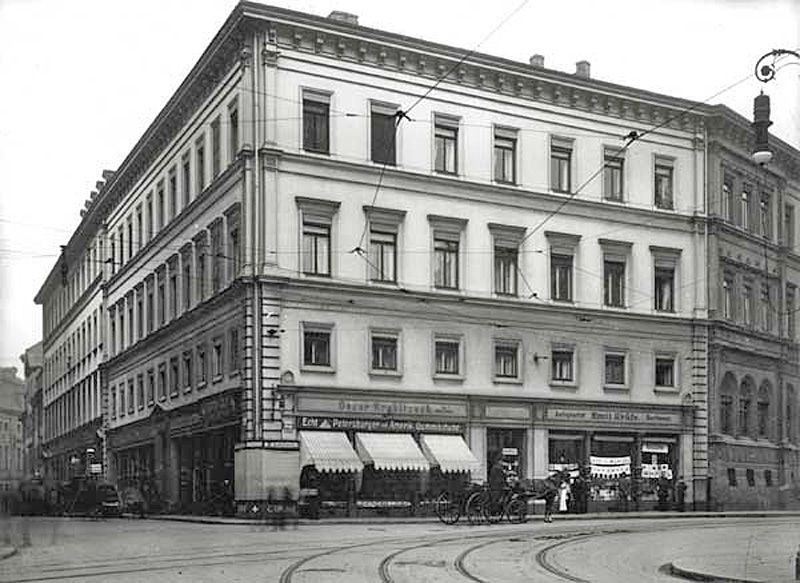
Universitätsstraße / Ecke Schillerstraße (um 1910)

Am 2. Januar 1862 eröffneten List und Francke gemeinsam eine bald sehr erfolgreiche Antiquariatsbuchhandlung unter dem Namen List & Francke. Ihren Sitz hatte sie bis 1868 in der Wintergartenstraße, danach bis Ende 1891 in der Universitätsstraße/Ecke Schillerstraße. Neben dem Schwerpunkt Antiquariat widmete sich die Firma besonders dem Autographenhandel sowie dem Musikalien- und dem Partieartikel-Geschäft. In geringerem Umfang war sie auch verlegerisch tätig.
Beide Inhaber beließen es auch in ihrem eigenen Unternehmen bei der bewährten Weigelschen Arbeitsteilung. Karl Wilhelm Hiersemann (1854–1928), von 1869 bis 1874 zunächst Lehrling und dann Gehilfe, beschrieb es 1892 in seinem Nachruf treffend: „Man kann wohl sagen, dass List der Minister des Äußeren, Francke der des Innern war“. Felix Lists außerordentlichem Wissen und Gedächtnis war es zu verdanken, dass er überaus zahlreiche und wertvolle Bibliotheken erwerben konnte, die in den 30 Jahren seiner Tätigkeit, angeboten in 230 Antiquariats- und 97 Auktions-Katalogen, den Weltruf der Firma begründeten.
Neben seiner geschäftlichen Tätigkeit war List im Ausschuss des Börsenblattes des deutschen Buchhandels tätig, förderte die Bibliothek des Börsenvereins, war 1871–1881 Leipziger Stadtverordneter und ab 1871 Gutachter bei Bücherfragen vor Gericht. Von 1869 bis 1872 war er auch Gemeindeverordneter der Leipziger israelitischen Religionsgemeinde.
In Berlin hatte Felix List 1857 die Kaufmannstochter Emma Jacoby (1831–1909) geheiratet. In Leipzig wurden ihre Kinder Richard (1859–1887), Reinhold (1862–1914), Marie (1863–1942) und Walter (1865–1941) geboren.
Felix List starb 1892 nach kurzer schwerer Krankheit in seinem Wohnhaus Hohe Straße 49 und wurde auf dem Alten Israelitischen Friedhof beigesetzt, wo sein Grab noch heute besteht.